# Prague Pride 2013

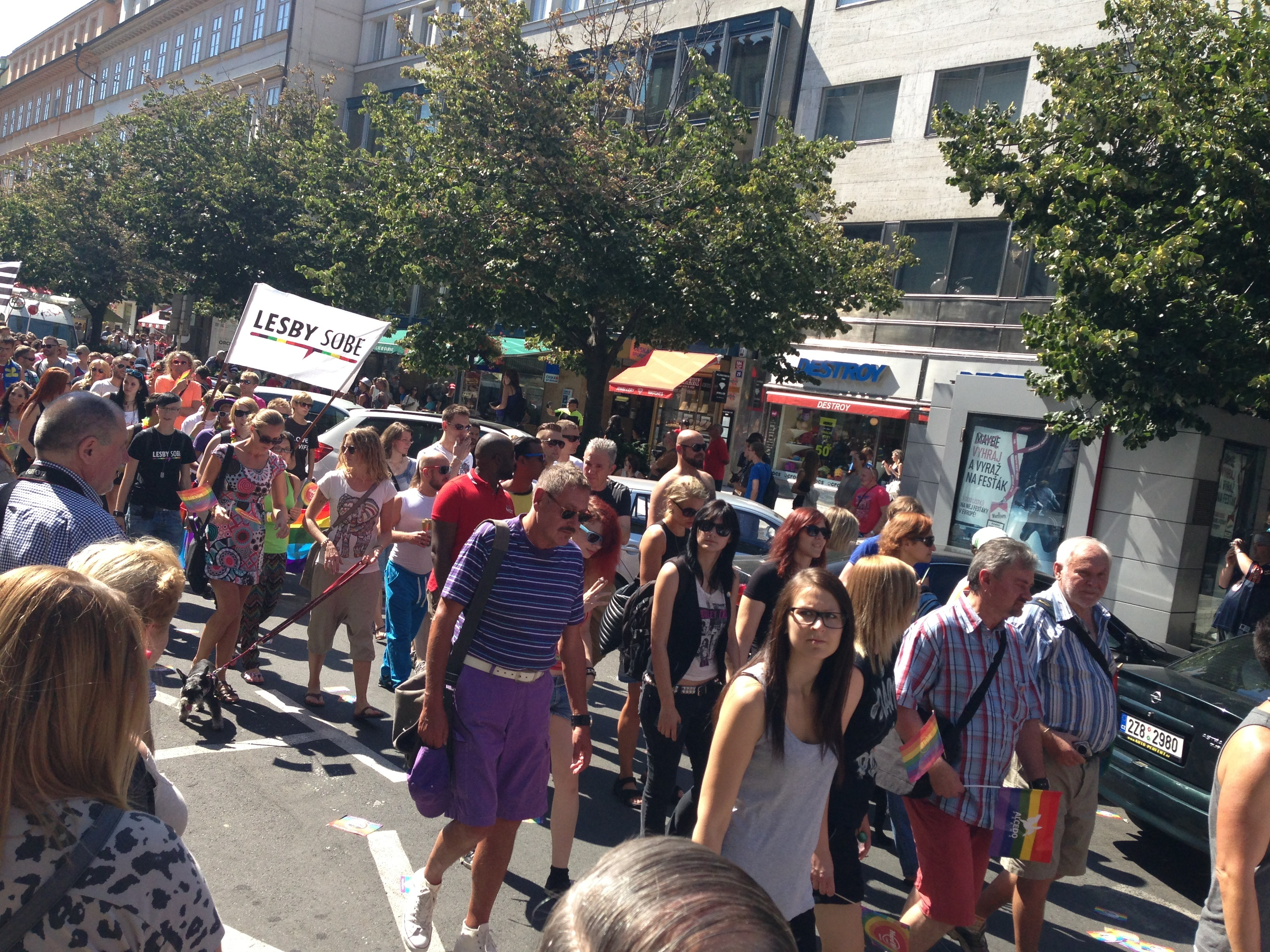
Pochod v ulici Na Příkopě.

Prague Pride 2013 byl třetí ročník pražského festivalu Prague Pride zaměřeného na gay, lesbickou, bisexuální a transgender tematiku, který se konal od 12. do 18. srpna 2013 v Praze. Tématem tohoto ročníku byl coming out, což se odrazilo ve sloganu Jdeme s barvou ven. 17. srpna byla akce završena karnevalovým průvodem v centru Prahy.

## Program a průběh akce

### Týdenní program
Střelecký ostrov byl uzavřen kvůli popovodňové rekonstrukci, a proto se centrum akce přesunulo jinam. Na piazzetě Národního divadla bylo celotýdenní festivalové centrum pod širým nebem. Mnohé z akcí byly pro účastníky zdarma. V programu bylo vyznačeno, které akce jsou v místech přátelských dětem, místech vstřícných pejskům či místech přístupných vozíčkářům a informace o bezbariérovosti WC.
Velvyslanectví USA v Praze na podporu festivalu na dobu jeho konání nasvítilo gloriet v zahradě velvyslanectví duhovými barvami.
Většinou kolem 7 a 16 hodiny celotýdenně startovaly běžecké prohlídky Prahy, pořádané Running Tours Prague, minimální cena pro jednoho účastníka byla 39 €.

### Pondělí 12. srpna
Slavnostního zahájení v primátorské rezidenci od 17 hodin se zúčastnilo 20 organizátorů a také primátor Prahy Tomáš Hudeček (ten nad akcí převzal záštitu), americký velvyslanec Norman L. Eisen a profesor Martin C. Putna.
Od 18 hodin pořádal Jan Seidl vlastivědnou vycházku Buzince našich bab a dědů I, a to v oblasti Petrské čtvrti a Františku, účast zdarma.
Konaly se debaty Čaj do páté (14 h na piazettě ND, happening s tématem zabydlení prostoru), Comming out ve sportu (od 17:30 v Q café) a Fredy Hirsch – gay hrdina holocaustu (19:30 studentský klub K4).
Ve 12 hodin se konala na piazettě ND vernisáž výstavy [čti kamingaut]. Od 20:30 zde Mezipatra uvedla čerstvý americký film Liberace! (Behind the candelabra).
V 19 hodin začala ve Friends Prague noční taneční party Kick off Prague Pride 2013 se zahajovacím ceremoniálem a s talk show s Czeslawem Walkem.

### Úterý 13. srpna
Debata Čaj do páté (od 14 hodin na piazetě ND) byla věnovaná dětem jakéhokoliv věku, sourozencům, babičkám. Četlo se dětem a konala se dětská výtvarná dílna. Od 16 hodin zde pak navázal kreativní program pro děti Odpoledne tvořivě.
Ve 14 hodin začala na Novoměstské radnici anglojazyčná debata Coming out a politika, jíž se účastnil americký demokratický kongresman, britský konzervativní poslanec, nizozemský liberální poslanec, Čechy a Slováky reprezentoval ministr Gustav Slamečka.V 17 hodin se v Q café konala debata Živá kniha – coming out neslyšících lidí. Od 19 hodin se v Sicily café konala panelová diskuse s LGBT seniory a seniorkami.
Od 17 hodin do noci se v MeetFactory konala party Labyrint ne světa, ale identit na téma utváření a proměn genderových a sexuálních identit v průběhu života. Od 18 hodin v MeetFactory proběhlo divadelní představení Chladnější vrstvy vzduchu. V 18 hodin uvedli Jan Folný s nakladatelstvím Host v klubu K4 svou povídkovou knihu Buzíčci. Od 21 hodin se na piazettě ND promítal americký film z roku 2011 Dokonalá rodina (The Perfect Family).

### Středa 14. srpna
Od 11 hodin se na piazettě ND pořádala Mezipatra brunch Příběh hraček. Návštěvníci měli přijít se svou oblíbenou hračkou. Čaj do páté (od 14 hodin) byl věnován medvědím objetím od skupiny Prague bears. Od 17 hodin se na piazettě ND konalo divadelní představení Odpoledne fyzické, které předvedla výzkumná skupina fyzického divadla Loco:Motion Company. Od 19 hodin zde proběhl komponovaný večer Depresivní děti touží po penězích završený projekcí českého undergroundového queer sci-fi snímku I Sing Body Electric ze 70. let, ve 21 hodin zde pak Mezipatra uvedla nizozemský film z roku 2013 20 lží, 4 rodiče a jedno malé vajíčko.
Od 16 hodin se v Q café konala debata na téma Coming out a násilí z nenávisti. Od 18 hodin v klubu K4 debata o státních orgánech sociální péče o děti s názvem Když přijde zubatá. Od 19 hodin se v Klubu a galerii 21 konala výstava Průkopníci své doby o členech klubu Galibi.
V 19 hodin nakladatelství Argo v kavárně Krásný ztráty uvedlo kolektivní monografii Miluji tvory svého pohlaví.
Od 19 hodin se ve Friend Prague konala noční taneční Welcome párty Prague Pride 2013, součástí programu bylo malování na tělo. V 360 Lounge Baru se konala Love Profusion party.

### Čtvrtek 15. srpna
V hotel Hilton se od 14 hodin konal anglojazyčný workshop Business forum 3.0 na téma vytváření otevřeného prostředí ve firmách, určený primárně zástupcům firem. V 19 hodin následovala afterparty ve zdejším baru Cloud 9 sky bar and lounge.
Mezipatra uspořádala od 11 hodin na piazettě ND brunch Klub hejtrů na téma co Vás štve na gayích, lesbách a zhoubném homosexualismu. Čaj do páté měl několik sekcí, zaměřených převážně na genderové stereotypy (například ovčí komixy Radical Queer Sheep). Od 17 hodin na piazettě navázalo Odpoledne aktivistické s přednáškami na téma queer aktivismu. V rámci happeningu Čtení na héliu byly čteny text ústavy, Bible, zákona o registrovaném partnerství nebo další knihy hlasivkami pod vlivem hélia. Od 17 hodin se v galerii NTK konal doprovodný program k tamější výstavě Transgender Me s tématem Transgender napříč kulturami a časem. Od 17 hodin se v Domě světla konala debata HIV a coming out, od 18 hodin v Klubu a galerii 21 přednáška a výstava Teplý komiks, od 19 hodin v Q café setkání rodičů a přátel LGBT lidí.
Od 19 hodin v klubu Metropolitan ForU2 probíhal zábavný večer s Karaoke, od téhož času v areálu Kolejí Strahov fotbal pro radost, na nějž zval pražský fotbalový tým GFC Friends Prague.
V 19:30 Divadlo Na Prádle uvedlo broadwayský muzikál Rent a v divadle D21 předvedlo Perfidní divadlo hru Svatební kytice. v Hard Rock Cafe se od 20 hodin konal koncert kapely Queenie, revivalu kapely Queen. Od 21 hodin uvedla Mezipatra na piazettě ND finsko-francouzskou komedii z roku 2011 Nechte moje lidi jít!
Ve Factory Clubu se konala od 20 hodin Leather Zone (kožená zóna) pro příznivce koženého či latexového oblečení nebo vojenských uniforem, bičíků, pout, provazů či obojků, která, jak se píše v programu, naštve všechny tradičně smýšlející. Od téže hodiny na piazettě ND proběhla módní přehlídka návrháře Jiřího Kalfara. V klubu La Fabrika se od 21 hodin promítal film Historie travestie v Čechách, následovaný party s promítáním záznamů vystoupení české travestie skupiny Butterflies. V klubu Stage se od 22 hodin konala party Silver Night.

### Pátek 16. srpna
Od 10 hodin anglicky a od 14 hodin francouzsky se konala tříhodinová LGBTQ prohlídka Prahy, její historie, kultury a architektury. Od 13 hodin Premiant City Tour s.r.o. pořádala plavbu lodí Classic River s obědem formou bufetu. V 18 hodin na Arbesově náměstí začala vlastivědná vycházka Buzince našich bab a dědů II, zaměřená na Smíchov. Od 21 hodin pořádal klub Prague Saints noční prohlídku města, uvedení do pražského nočního gay života s návštěvou 4 klubů na Vinohradech.
Mezipatra na piazettě ND od 11 hodin pořádala fag-hag seznamovací brunch Umisťovací výstava. Pražská anglojazyčná divadelní společnost Broad's Way Productions od 14 hodin na piazettě ND předvedla Tajný deník nejlepší kamarádky („The Secret Diary of a Fag Hag“).
Od 14 hodin si na piazettě ND v Bazaru ulítlostí Votoč Vohoz mohli vyměňovat či prodávat podivnosti z šatníku, od 17 hodin se konal Podvečer pro smysly, meditativní zážitky s modelováním soch poslepu pod vlivem hudby z psychowalkmanů, dílnou Soundwalk a promítáním experimentálního filmu Fernanda Légera Mechanický balet z roku 1924 s novou hudbou Jana Duška z roku 2007.
Ve sportovním centru Hamr v Záběhlicích se od 17 hodin konal turnaj Alcedo Pride Beach Trophy v plážovém volejbalu a plážovém ragby.
Od 15:30 v Americkém centru proběhla diskuse Putinovy zákony a kriminalizace homosexuality v Rusku. Od 17 hodin se v klubu K4 konala debata Tolerance ve škole a vzdělávání. V Domě světla se od 17 hodin konala debata HIV a zaměstnání. V experimentálním prostoru NoD od 17:30 probíhala panelová diskuse LGBT a náboženství. Od 20 hodin v klubu K4 proběhla debata QueeRegiony na téma mimopražské queer mládeže, na niž navázala studentská party.
Od 19 hodin se v klubu Blaze na Žižkově konala one man show Vladivojny La Chia, hudební recitál se čtením zábavných bajek. V Divadle bez hranic od 19:30 divadlo Maškara předvedlo komedii Každý s každým. Od 21 hodin se na piazettě ND konala taneční inscenace Space4dance, na niž od 21:30 navázala tichá diskotéka Silent Disco s hudbou pouze do sluchátek s možností výběru hudby od dvou DJ.
Od 20 hodin se v Cafe-Cafe konala open air party Fashion Community. Freedom Night v P.M. klubu pořádala party s koncertem tuzemské skupiny Toxique. V klubu Chapeau Rouge Prague pořádala Queer Noises Prague třípatrovou party. V klubu LE CLAN se od 23 hodin konala Homoscope Party.

### Sobota 17. srpna
Průvod Prague Pride začal ve 13 hodin v ulici Na Příkopě a byl zakončen na Letné, kde se od 16 do 22 hodin konal program ve třech zónách: koncert, DJ stage a JarmarQ. Na JarmarQu se prezentovaly různé organizace (například též Amnesty International, některé politické strany či sdružení, Lékaři bez hranic, Linka bezpečí, nakladatelství, LGBT skupiny atd.), byl zde simulátor comingoutu, možnost převléct se za kožeňáka, vědomostní kvízy, aktivity pro děti a další program.
Od 21 hodin se v galerii NoD konal III. ročník soutěže Mr. Bear České republiky. V klubu Mecca se od 22 hodin konala OMG party, hlavní párty Prague Pride a vyvrcholení festivalu, a v P. M. klubu lesbická afterparty Freedom Night.

### Neděle 18. srpna
V kostele sv. Martina ve zdi od 14 hodin sdružení Logos Česká republika ve spolupráci s Českobratrskou církví evangelickou pořádalo nedělní bohoslužbu.
Ve sportovním areálu Hector v Malešicích se od 17 hodin konal turnaj Alcedo Pride Trophy ve squashi. Od 16 hodin se v Saints Baru konal anglojazyčný kvíz z gay témat, určený pro nejvýše 7 týmů o nejméně 4 členech.
Od 16 hodin se na náplavce Bajkazyl u Palackého mostu konala party Pioneer Summer Splash, oslava homosexualismu a jiných -ismů.
Od 17 hodin se v Mamaison Riverside Hotelu konala propagace mezinárodní charitativní kampaně NOH8 Campaign na propagaci a podporu rovnosti manželství a boje proti diskriminaci a zahrnuje sběr fotografií pro rozsáhlou mediální kampaň.

### Výstavy
Jako součást festivalu bylo prezentováno i několik výstav přesahujících festivalový týden:
- výstava fotografií Martina Kámena Delikates (šerosvit, mortalita, nahotinky) v boudoiru U sta rán od 17. června vždy od 17 hodin
- výstava Transgender Me v galerii Národní technické knihovny, otázky transgenderu optikou kultury a času v současném umění, od 29. července
- výstava 15 let od Amsterdamu v kavárně Q Café v Opatovické ulici, příběh českého LGBT sportovního klubu, od 4. srpna
- výstava [čti kamingaut] na piazettě Národního divadla, od 12. srpna

### Průvod
„Prague Pride průvod Prahou“, nazývaný též „Duhový průvod“ či „Pochod hrdosti“, poznamenala v roce 2013 skutečnost, že tradiční trasu ulicí Na Příkopě a od Václavského náměstí přes Národní třídu si již v předstihu zamluvili odpůrci Prague Pride pro svůj Pochod pro rodinu. Okolí sochy svatého Václava na Václavském náměstí si již v únoru zamluvila Akce D.O.S.T. pro svou kontraakci. Další úseky mezi Můstkem a Střeleckým ostrovem si zamluvila křesťanská Liga pár páru ke svému evangelizačnímu průvodu. Pořadatelé zmíněných akcí nahlásili magistrátu očekávanou účast v řádu desítek až několika stovek osob. Pořadatelé Prague Pride, kteří očekávali 10 tisíc účastníků, tak s magistrátem dohodli náhradní trasu. Ta měla vést od Stavovského divadla do ulice Na Příkopě, odtud přes náměstí Republiky, Revoluční a Dlouhou na Staroměstské náměstí, dále Pařížskou a po Čechově mostu přes řeku Vltavu. Schodiště pak mělo účastníky dovést na Letnou k podvečernímu koncertu. Dalším důvodem změn se staly popovodňové opravy Střeleckého ostrova, na kterém se v minulých letech konal další program a závěrečný hudební večer.
Sobotního průvodu se nakonec podle odhadu organizátorů zúčastnilo asi 20 tisíc lidí, tedy o třetinu více než předchozí rok. Slovenský konzervativistický web Hlavné správy tvrdí, že podle policejních odhadů bylo přímých účastníků 8 tisíc. Účastníci se shromáždili ve 13 hodin v ulici Na Příkopě, odtud ve 14 hodin průvod vyrazil přes náměstí Republiky, Staroměstské náměstí, Pařížskou ulicí a Čechův most po schodech na Letnou.
V čele průvodu šel podle médií profesor Martin C. Putna s transparentem Všichni jsme děti Boží a též účastník s karikaturou ruského prezidenta Putina nasazenou na obličeji. V přední části průvodu šel i režisér Fero Fenič. Tradiční součástí průvodu byli pomalovaní účastníci a asi deset alegorických vozů s hudebníky a tanečníky, vypravovaných jednotlivými gay kluby. Pozornost médií zaujalo množství transvestitů, skupina modře pomalovaných účastníků v kostýmech šmoulů, lidé ve velikých barevných ozdobných brýlích, převlek tyrana a jeho otroka, převlek anděla či mořské panny a velké červené srdce vytvořené z balónků. Účastníci nesli mnoho duhových vlajek a různé transparenty. Podle odhadu v reportáži iHNed.cz bylo asi 5 % účastníků průvodu oblečeno netradičně, například v kůži či převlečeno za ženy, a asi 95 % bylo oblečeno normálně. Prezident festivalu Czeslaw Walek ocenil, že se průvod opět, v souladu se svým cílem, stal oslavou různorodosti a že všichni jsou krásní, šťastní a barevní.
Na Letné se pak konala řada koncertů, podepisovala se tu petiční akce za novelu umožňující registrovanému partnerovi adoptovat dítě svého partnera a petice proti zákonu proti propagaci homosexuality v Rusku. Podpisovou akci týkající se Ruska zahájil profesor Martin Putna, který vyzval prezidenta republiky a předsedy obou sněmoven a další zákonodárce, aby zaujali postoj k dění v Rusku.

## Účast podle orientace
Podle průzkumu organizátorů byli na festivalových akcích zastoupení téměř z poloviny gayové, z necelé pětiny lesby, z pětiny heterosexuální ženy a z desetiny heterosexuální muži.
Někteří z heterosexuálně orientovaných účastníků sobotního průvodu deklarovali svou orientaci transparentem, například „Nejsem homo. No a co!“ Podobně i publicista Jiří X. Doležal se zúčastnil s transparentem „Souložím s holkama“, aby otestoval toleranci homosexuálů vůči heterosexuálům, a uvádí, že se setkal s příznivými ohlasy ostatních účastníků průvodu.
Průvodu se zúčastnila také skupinka čtyř pedofilů z Československé pedofilní komunity (ČEPEK) s transparentem „Nejen homosexuálové procházejí coming outem“. Administrátor webu ČEPEKu Petr Kasz se 17. srpna jménem své komunity k akci přihlásil a zmínil, že současně byly natáčeny scény do filmového dokumentu o této komunitě, který má být dokončen následující rok, Jak uvádí na webu, jehož adresa byla uvedena na transparentu, chtěli svou účastí poukázat na problematiku, o které si myslí, že je natolik závažná, že vyžaduje více pozornosti, než jaké se jí dostávalo doposud, a to s důrazem na ty pedofily, kteří se za celý svůj život žádného poklesku směrem k dětem nedopustili a mnozí mají pěkné a přátelské vztahy s různými lidmi, i s dětmi, ale mnozí žijí v neustálé přetvářce před ostatními lidmi a žijí ve strachu z toho, kdyby někdo jejich orientaci odhalil. Na webu jménem komunity požaduje, aby odborníci pedofilům poskytli „návod pro život s pedofilií“, a pochválil spolupracovníka a sympatizanta komunity Mgr. Karla Žáka, který se chystá podobný návod ve spolupráci s odborníky napsat. Podle nich by takový návod zabránil zbytečným škodám, které způsobují ti pedofilové, kteří si svou orientaci odmítají přiznat. Své dojmy na webu prezentoval i další účastník, podle nějž k letošnímu tématu, coming out, mají mnozí pedofilové co říct. Vnitřní coming out, související i s potřebou vnitřní vyrovnanosti a posilování sebeovládání, stejně jako budování půdy pro vnější coming out jsou podle něj hlavní témata pedofilní komunity. Účelem účasti na průvodu podle něj nebyla snaha provokovat ani nahrávat kritikům Prague Pride, ale vyzkoušet si, jestli i oni mohou být mezi účastníky sexuálních menšin přijati a velmi opatrně „jít s barvou ven“. Na přímé dotazy o smyslu transparentu však prý z nedostatku odvahy a z obavy před napadením ostatními účastníky pochodu odpovídali vyhýbavě a zachovali svoji záhadnost. Dotyčný si klade otázku, zda byly tyto jeho obavy liché a zda sám nemá předsudky vůči ostatním sexuálním skupinám. Základní je podle něj stále opakovat, že pedofilům nejde o sex s dětmi, ale o trochu pochopení, že oni se zamilovávají do dětí, s kterými jsou schopní prožívat vztah tak, jak je pro děti vhodné.
Prvotní zprávy a reportáže z pochodu nezmiňují žádnou reakci na účast ČEPEKu, té si média všimla až po několika dnech. Slovenský křesťansko-konzervativní web Hlavné správy, který dlouhodobě zaujímá bojovné postoje proti homosexuálnímu hnutí, 20. srpna 2013 zveřejnil sérii článků, v nichž v souvislosti s účastí této skupinky na Prague Pride uvádí, že pedofilové po vzoru homosexuálů chtějí legalizovat sex s nezletilými jako své právo, snaží se o snížení trestnosti při pohlavním styku na 11 let a argumentují prý tím, že děti jsou sexuální bytosti a mají právo na sex, rozlišovací schopnost a schopnost dát souhlas k sexuálnímu styku. Rozporem mezi těmito cíli a cíli skutečně deklarovanými onou skupinkou se články nezabývají. Pedofilní komunitě omylem autor přičetl též transparent Jiřího X. Doležala „Souložím s holkama“ (který přeložil jako „súložím s dievčatami“) a transparent „Láska vítězí – Amor vincit“ v rukou vedle stojícího účastníka (na fotografii v Reflexu v tričku s nápisem „Věda žije“). Pedofilní hnutí je podle článků Hlavných správ přirozeným pokračováním homosexuálního hnutí, avšak zatímco na excesivní průvody jinak orientovaných si už lidé zvykli, pedofilové jsou dosud silným soustem i pro „tolerantní“ či lhostejné. Podle Hlavných správ kritici homosexuálního hnutí už dávno předpovídali, že jakmile bude homosexualita definována jako alternativní životní styl nebo sexuální orientace, logicky potom už nemůže být nic omezované, což prý advokáti gayů odjakživa popírali. Scénář kritiků homosexuálního hnutí se prý už naplňuje tím, že někteří psychiatři veřejně deklarují pedofilii jako sexuální orientaci. Deník Metro byl na účast pedofilní skupiny upozorněn rozhořčeným čtenářem, ale snažil se vysvětlit a obhájit její motivaci. Manažerka Prague Pride pro vnější vztahy Bohdana Rambousková pro Metro uvedla, že organizátoři o účasti této skupiny předem nevěděli, ale že nedocházelo k žádnému porušování zákonů, nikdo nenesl žádný transparent propagující pedofilii a navíc jde opravdu o skupinu, která lidem s pedofilií pomáhá.

## Podpora a kritika
Prezident Miloš Zeman se ústy své mluvčí Hany Burianové odmítl k festivalu vyjádřit. Jeho kancléř Vratislav Mynář konstatoval, že sám má neutrální názor a není příznivcem pochodu a rozhodně by ho nevyznával a nepropagoval, ale vzhledem ke svému věku je i relativně tolerantní. Premiér Jiří Rusnok podle iHNed řekl, že v případě Prague Pride jde o svobodný a legitimní postoj jednotlivce, ale je podstatné, aby svým projevem nezasahoval do práv a svobod jiných. Předseda senátu Milan Štěch vyjádřil k akci rovněž neutrální postoj. Pražský primátor Tomáš Hudeček prohlásil, že jeho záštita nad festivalem je veřejnou deklarací toho, že jako primátor musím umět respektovat všechny občany Prahy bez rozdílu věku, národnosti nebo čehokoliv jiného; citoval přitom nedávný výrok papeže Františka „A kdo jsem já, abych soudil?“.
Pivovar Staropramen ohlásil, že bude sponzorovat pochod v rámci Prague Pride. Akce D.O.S.T. vydala prostřednictvím svého předsedy Michala Semína a místopředsedy Petra Bahníka prohlášení, podle nějž se vedení pivovaru podporu homosexualistického festivalu Prague Pride demonstrativně postavilo na stranu kulturní revoluce, podkopávající samotné základy lidské společnosti, a stalo se tak spoluviníkem procesu, jenž nevede pouze k pošlapávání občanských svobod a práv, ale i k nastolení režimu, založeného na pronásledování názorových odpůrců. Autoři v dopise vyzvali „všechny normálně smýšlející spoluobčany, kteří ještě neztratili povědomí o významu přirozené rodiny pro zdravý vývoj dětí i celé společnosti“, aby se připojili k bojkotu výrobků Staropramene, protože prý je jeho pivo teplé. Mluvčí pivovar Pavel Barvík uvedl, že pivovar podporuje během roku desítky akcí různého typu a že je smutné až zarážející číst v dnešní době ideologická prohlášení tohoto typu hovořící o spoluvinících procesů. Pivovar vyjádřil zaraženost zejména nad obviněním z devalvace osobních práv.

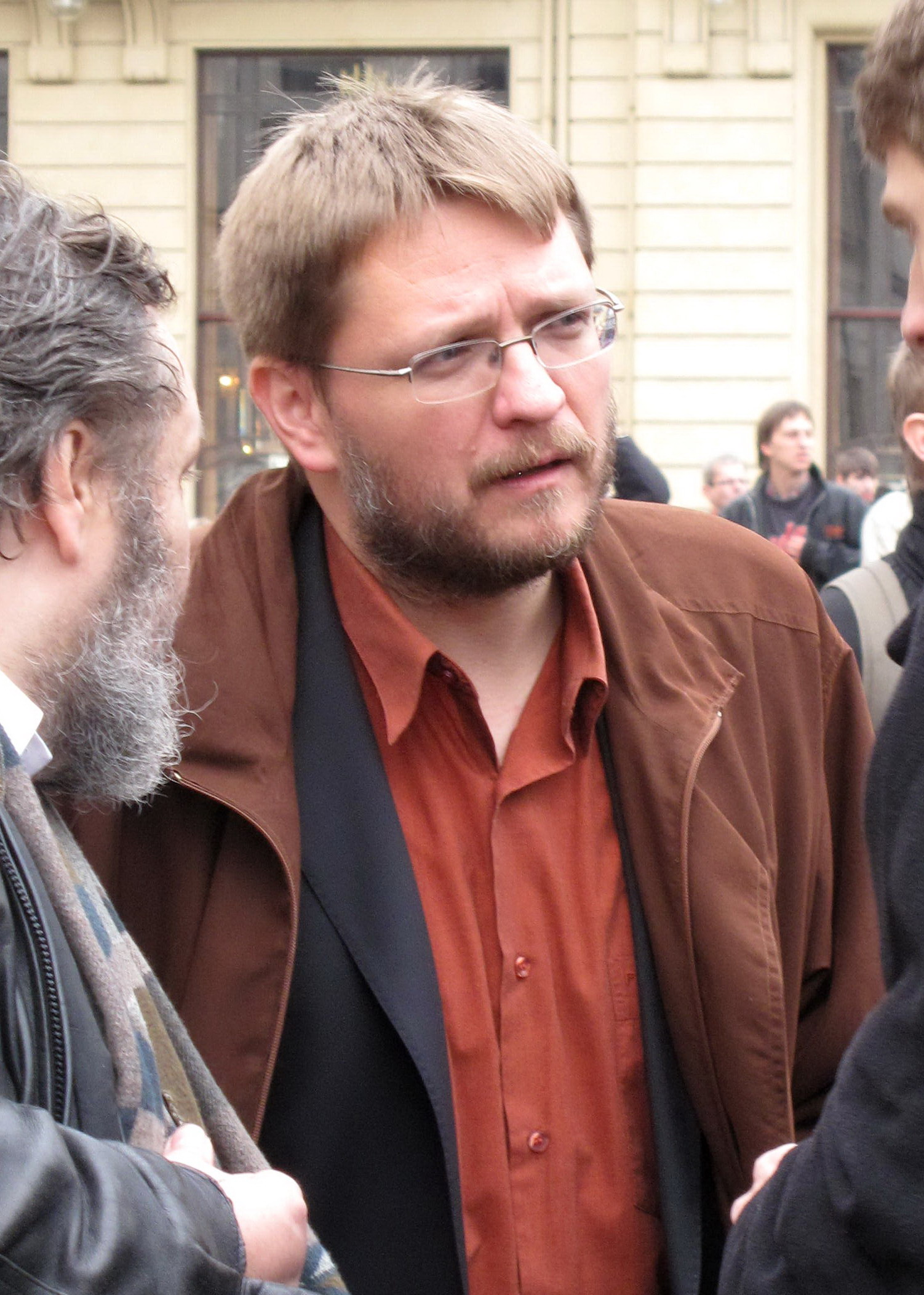
Michal Semín na snímku z roku 2009. Vedle něj vlevo z profilu Petr Bahník

V pátek 16. srpna předali představitelé Akce D.O.S.T. francouzskému, americkému a britskému velvyslanectví protestní nótu, v níž si stěžují na to, že jejich země podporují ideologii homosexualismu. Předseda sdružení Michal Semín před francouzským velvyslanectvím připomenul, že demonstranti nesouhlasící se sňatky homosexuálů ve Francii byli atakováni policií a rozháněni pendreky a vodními děly, což D.O.S.T. považuje za začátek omezování základních občanských práv těch, kteří o manželství a o rodině smýšlejí konzervativněji. Podle Semína festival Prague Pride propaguje jistý ideologický směr proti tradiční rodině. Podle Semína nejde jen o zábavný karneval, ale jedná se o velkou politickou událost, která rozděluje společnost, a vlády jiných států zasahují do tradičního českého života tím, že se přiklánějí na jednu stranu sporu místo aby si hájily svoje vlastní zájmy. Protestního shromáždění v pátek podvečer proti „duhové totalitě“, kde se promítal film o policejních zásazích ve Francii, se podle iDnes.cz zúčastnilo asi 40 lidí. Na sobotu iniciativa D.O.S.T. svolala protestní shromáždění na Václavském náměstí. Předseda sdružení Michal Semín a místopředseda Petr Bahník v otevřeném dopise kritizovali pražského primátora Tomáše Hudečka za záštitu festivalu a zpochybňovali kvůli tomu konzervativnost strany TOP 09.
Na trase sobotního průvodu protestovalo podle iHNed.cz několik desítek lidí. Průvod byl chráněn policejními těžkooděnci a antikonfliktním týmem, k závažnějším střetům nedošlo.
Jako tradičně uspořádalo hnutí Mladí křesťanští demokraté s podporou D.O.S.T. v den Duhového pochodu protestní akci Pochod pro rodinu, tentokrát již 4. ročník. V pozvánce se odvolávají na záštitu České biskupské konference, kardinála Dominika Duky, biskupa Ladislava Hučka a senátora Jiřího Čunka a zmiňují, že se akce koná ve stejný den jako Prague Pride a že je ohlasem na nedávné události ve Francii a dalších zemích západní Evropy (potlačení protestů proti adopčním zákonům). Akce začínala ve 12:30 u Obecního domu na náměstí Republiky a pochod vedl přes Staroměstské náměstí a Karlův most na Klárov. Na akci navazovala katolická bohuslužba v kostele svatého Jiljí.Akce se zúčastnil senátor za KDU-ČSL Jiří Čunek, který zde protestoval proti adopci dětí homosexuálními páry. Ačkoliv organizátoři jako obvykle deklarovali, že tento pochod není proti nikomu zaměřený, v průvodu se, podle zveřejněných fotografií, objevil například transparent s biblickým citátem „Nebudeš obcovat s mužem jako s ženou, je to ohavnost“. Předseda MKD Petr Jurčík souvislost obou pochodů vysvětlil takto: „Není to náhoda, toto datum, protože právě dnes, si myslím, že se bude výhradně mluvit o zájmech a potřebách homosexuální menšiny a bude dávána do jakéhosi popředí s tím, že je jakýmsi způsobem diskriminována.“ MDK ve svých prezentacích kladla důraz zejména na transparent „Rodina je základem společnosti a existence národa“. Pochodu pro rodinu se zúčastnili též zástupci Unie otců s transparentem „Děti mají právo na oba rodiče“.
Religionista Ivan Štampach v polemice k Pochodu pro rodinu označuje MDK za organizaci proslulou autoritativním konzervativismem v těsném sousedství fašismu a tradičním popíráním některých principů liberální demokracie. Podle jeho odhadů prý měla akce 150 až 200 účastníků, které Štampach nazval hrstkou fundamentalistů a vyvodil z toho, že autoritářský model křesťanství i v Česku uvadá. Uvádí, že tato akce (ohlášená dříve než Duhový pochod) donutila organizátory Prague Pride změnit jeho obvyklou trasu. Označení akce zaměřené proti pochodu hrdosti názvem „Pochod pro rodinu“ považuje Štampach za pochybné, protože příslušníci sexuálních menšin zpravidla nejsou proti rodině. Příslušníci sexuálních menšin nemohou podle Štampacha omezit nikoho, kdo chce založit obvyklou rodinu. Štampach si obavy tzv. příznivců tradiční rodiny vysvětluje tím, že jsou sami skrytě homosexuální, předpokládají totéž založení i u ostatních mužů a žen a považují za potřebné sebe i je proti svodům homosexuality jistit tím, že jim taková možnost zůstane skryta. Tato obava podle Štampacha nesvědčí o pevnosti základů tzv. tradiční rodiny. Termín „tradiční rodina“ v pojetí konzervativců znamená podle Štampacha víc než jen obvyklou rodinu složenou z otce, matky a dětí, případně i dalších generací. Jejich model tradiční křesťanské rodiny je prý materialistický, založený na prvním místě na biologické danosti plození, kterou jíž nemohou překročit a doplnit lidské osobní vztahy, které jsou subjektivní a neuchopitelné. Stojí a padá s plozením a rozením potomků a stát, jehož má taková rodina být základem, je pojat biologicky, po vzoru frankistické diktatury. Tradiční rodina podle konzervativců je prý také založena na jednosměrné poslušnosti a podřízenosti žen i dětí, na majetnickém vztahu otce vůči rodině, z čehož plyne patologická žárlivost, nedůvěra a strach. Štampach vděčí sekulárnímu státu za to, že zákon i většina veřejnosti předpokládá v rodině i státu rovnost mužů i žen a že rodina je dnes založena spíše na lásce než na povinnosti, poslušnosti či trestech. Queer lidé podle Štampacha mají přirozenou touhu po rodinném životě, avšak nestaví rodinu na biologické nutnosti, ale spíše na osobním vztahu a chtějí vedle obvyklých rodin postavit jako možnost rodinu atypickou. Nechtějí si nechat namluvit, že je proti rodině nebo že rodině škodí, ale naopak chtějí rodinu spíš rozšířit a posílit, avšak ne rodinu diktátorskou a tyranskou. Štampach stoupencům Hnutí pro život přiznává, že jsou laskavými, upřímnými křesťany, kteří nikomu nechtějí škodit, ale domnívá se, že v tomto případě jejich dobré úmysly dláždí cestu do pekel. MDK se podle Štampacha staví proti nynějšímu mohutnému trendu ve světovém křesťanství a po bok stalinismu, putinovské polodiktatury, Tálibánu a amerických křesťanských fundamentalistů vraždících homosexuály.
Obě akce, Duhový průvod a Pochod pro rodinu, proti sobě postavil publicista Ferdinand Peroutka mladší. Zatímco průvod Prague Pride je podle něj „obvykle halasný“ a podobné akce bývají „monstrózní“, Pochod pro rodinu bývá střízlivější. Týdenní festival na podporu coming outu zpochybňuje jako nepřiměřený, zveřejnění soukromé informace o sexuální orientaci člověka může prý sloužit jen jemu samotnému, jeho iluzi odvahy či sebelibému pocitu, a ostatním nanejvýš k tomu, pokud by například nechtěli, aby jejich dítě ve skautském oddíle vedl praktikující homosexuál; pořádání podobné akce heterosexuály či žlučníkáři by prý bylo důvodem k poklepání si na čelo. Nevysloveným cílem takových akcí však podle Peroutky je předně propagace homosexuálního životního stylu, dále snaha prosadit nepřirozenou abnormalitu jako přirozenou normu a konečně příprava k uzákonění manželství osob stejného pohlaví včetně adopce dětí těmito páry, což Peroutka označuje za ještě větší zvýhodnění stejnopohlavní orientace. Na klasickou rodinu prý mohou mít tyto tlaky zhoubný vliv, protože cílem homosexuálních aktivistů prý je odkrýt či vzbudit homosexuální sklony v dalších jedincích a vyvolat dojem, že homosexualita je něčím tak normálním jako například levorukost nebo koktavost. Tyto aktivity prý společnost dramaticky rozdělují, zpochybňují její tradiční hodnoty a ohrožují její integritu. Peroutka ve své polemice dále hlásá tezi, že homosexualita je z hlediska přirozené reprodukce slepou uličkou, což dává do souvislosti s dlouhodobě klesající porodností, a vyjadřuje sympatie s restriktivním postojem Putinova Ruska a nesouhlas s novou francouzskou úpravou rodinného práva a postojem Spojených států. Peroutka doporučuje při sobotním pochodu meditovat o starostovi francouzského městečka Arcangues, kterému hrozí postih za to, že francouzské zákony ve své funkci nerespektoval, a straší tím, že v budoucnu si již nebudeme moci svobodně vybrat, kterého pochodu se zúčastníme.
Na tentýž den ohlásila na Můstek na dobu mezi 11 a 16 hodinami svůj evangelizační průvod směrem po Národní třídě k mostu Legií mezinárodní křesťanská organizace Liga pár páru, podporující tzv. přirozené plánování rodičovství a bojující proti antikoncepci, avšak novináři tam žádnou takovou akci nenalezli a ani policie o ní neměla žádné informace.
Prezident festivalu Prague Pride Czeslaw Walek konstatoval, že úbytek odpůrců přinesl tentokrát Prague Pride slabší publicitu než při prvních dvou ročnících, že festivalu chybí letos jasný odpůrce a že se média méně zajímají o obskurní organizace typu D.O.S.T. a více o program.